# Erwin Kühlewein

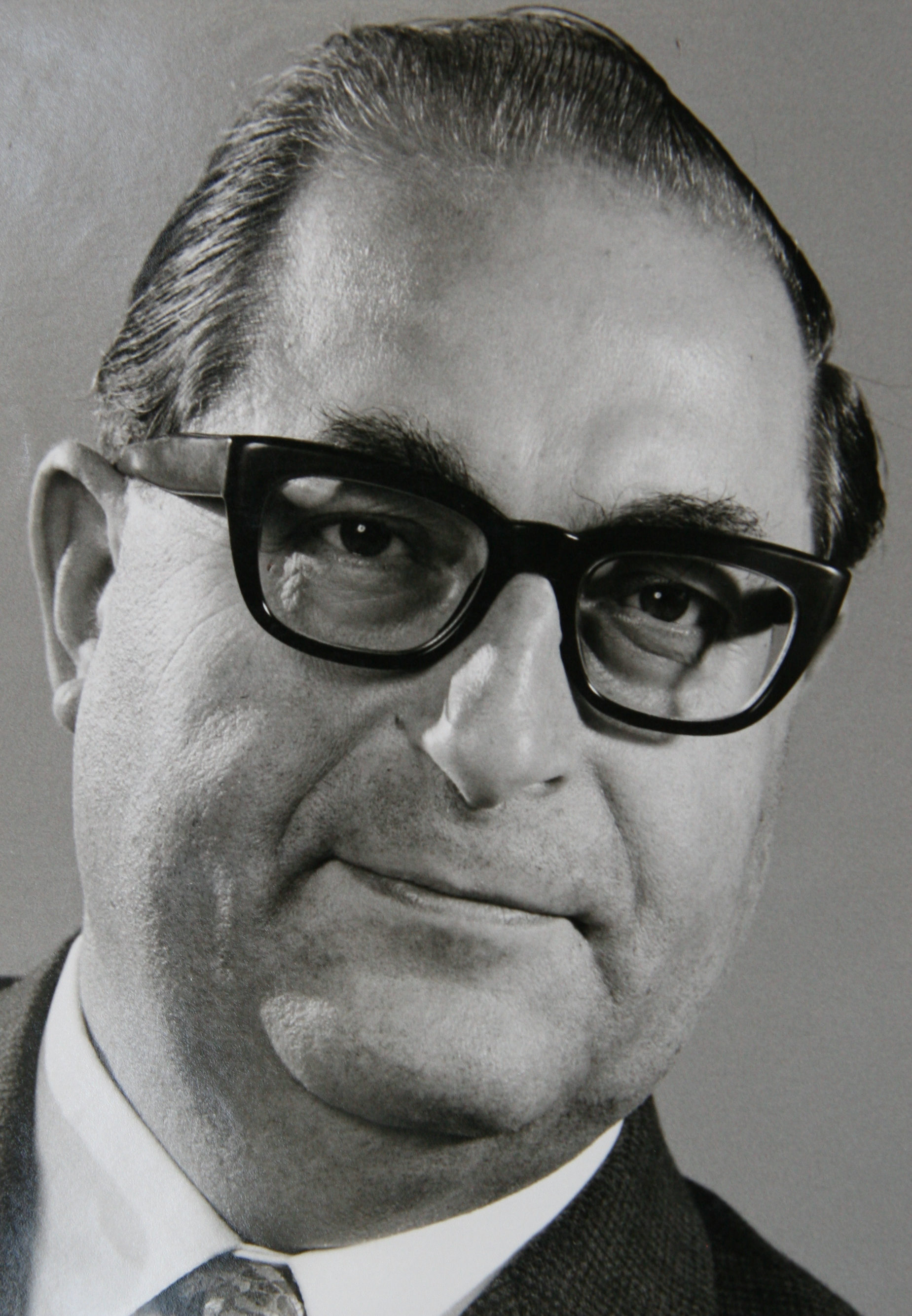
Erwin Kühlewein

Erwin Kühlewein (* 13. März 1915 in Ludwigsburg; † 12. November 1971 in Stuttgart) war Prokurist und Werbeleiter der Salamander AG Kornwestheim, ab 1964 Geschäftsführer der Vorlo-Getränke GmbH. In den Jahren 1953–1963 war er der prägende Texter von „Lurchis Abenteuer“.

## Leben
Erwin Kühlewein wurde am 13. März 1915 in Ludwigsburg geboren. Nach einer Banklehre bei der GdF Wüstenrot war er einige Jahre in München tätig. Als Offizier geriet er im Zweiten Weltkrieg an der Westfront 1944 in britische Gefangenschaft. Nach seiner Entlassung 1946 arbeitete Erwin Kühlewein von 1948 bis 1963 bei der Salamander AG in Kornwestheim, wo er ab 1950 als Prokurist und Werbeleiter für die gesamte Werbung verantwortlich war.
Bekannt wurde er als Texter der Lurchi-Geschichten der Hefte 6–29; diese besaßen nicht selten einen realen Hintergrund aus seinem Familienleben. Die ersten Hefte, die damals noch in Sütterlinschrift und später in lateinischer Schreibschrift gedruckt wurden, waren nach dem Krieg eine beliebte Lesefibel an den Grundschulen, da den Lehrkräften oft noch geeignete Lehrbücher fehlten. Lurchi wurde schnell zur Kultfigur, und es entstanden Kostüme und Spielfiguren der Hauptakteure aus den Geschichten.
Anfang der 1960er Jahre versuchte der deutsche Comic-Produzent Rolf Kauka vergeblich, Erwin Kühlewein als Texter für seine „Fix und Foxi“-Geschichten zu gewinnen.
Nach seiner Beschäftigung bei Salamander wechselte Erwin Kühlewein in die Geschäftsführung einer Getränkefirma; als Mitglied des Verkehrsausschusses war er viele Jahre für die Industrie- und Handelskammer Stuttgart tätig.
Am 12. November 1971 erlitt er einen tödlichen Herzinfarkt. Er hinterließ zwei Kinder.
| Personendaten    | Personendaten             |
| ---------------- | ------------------------- |
| NAME             | Kühlewein, Erwin          |
| KURZBESCHREIBUNG | Prokurist und Werbeleiter |
| GEBURTSDATUM     | 13. März 1915             |
| GEBURTSORT       | Ludwigsburg               |
| STERBEDATUM      | 12. November 1971         |
| STERBEORT        | Stuttgart                 |